# Diaminomaleonitril
Diaminomaleonitril (DAMN)  ist ein tetrameres, d. h. aus vier gleichen Molekülen aufgebautes, Oligomer des Cyanwasserstoffs, das bei der Polymerisation von Blausäure (HCN) entsteht. Die Verbindung kann auch als Abkömmling der Maleinsäure aufgefasst werden, bei der die Carboxygruppen durch Cyanogruppen und die Wasserstoffatome durch Aminogruppen ersetzt sind.
Vermutlich spielen HCN-Oligomere wie DAMN eine Rolle bei der chemischen Evolution. Das 1,2-Diamino-1,2-dicyanoethylen ist Baustein für eine Vielzahl von Heterocyclen, wie z. B. Imidazole, Thiadiazole, Pyrazine, Pyrimidine, Pteridine, und Purine.

## Geschichte
Diaminomaleonitril wurde bereits 1873 als schwarzer Feststoff isoliert und als Polymer der Blausäure mit der empirischen Formel (HCN)x erkannt, aber erst 1923 ebullioskopisch in Methanol als Tetramer (HCN)4 identifiziert. 1928 wurde durch Reaktion mit Glyoxal zu 2,3-Dicyanopyrazin die cis-Anordnung der Aminogruppen bewiesen und 1955 konnte die Struktur eindeutig als Diaminomaleinsäuredinitril – und nicht als Aminoiminosuccinonitril (AISN) bzw. (trans) Diaminofumaronitril – geklärt werden.
Wesentliche Arbeiten zu Darstellung, Eigenschaften und Reaktionen von Diaminomaleonitril kamen aus dem Arbeitskreis von Hellmut Bredereck.

## Vorkommen und Darstellung
Wegen des ubiquitären Vorkommens von Cyanwasserstoff und seiner Oligomeren im Weltraum wurde die Hypothese aufgestellt, dass die dunkle Masse auf Kometen auf Diaminomaleonitril und höhere Oligomere zurückzuführen ist, und auch die Oberfläche der frühen Erde von HCN-Polymeren bedeckt gewesen sein könnte.
Diaminomaleonitril entsteht in geringem Umfang als dunkelbrauner bis schwarzer Feststoff bei längerer Lagerung von HCN-Gas. In Gegenwart katalytischer Mengen von Triethylamin oder neutralem Aluminiumoxid wird es innerhalb von Stunden in verunreinigter Form gebildet, aus der es durch Extraktion, Fällung und Umkristallisation – meist unter erheblichen Ausbeuteverlusten – als farblose Substanz isoliert werden kann.
Flüssige Blausäure in Toluol reagiert mit Trimethylamin und Dicyan als Katalysator bei −10 °C in 84 % Ausbeute zu DAMN.
Mit stöchiometrischen Mengen (intermediär gebildetem) Dicyan  reagiert Cyanwasserstoff in Gegenwart von Triethylamin bei −40 °C zu Diiminosuccinonitril DISN, das z. B. mit Wasserstoff an einem Palladium-Kontakt in ca. 90 % Ausbeute zu DAMN reduziert werden kann.
Oligomerisierung von Blausäure in Gegenwart des Ziegler-Natta-Cokatalysators Triethylaluminium AlEt3 liefert DAMN als weiße Nadeln in 96 % Ausbeute.
Im Labor kann DAMN unter Vermeidung von flüssigem oder gasförmigem Cyanwasserstoff auch aus dem Tosylat des Aminomalonitrils – eines HCN-Trimers, zugänglich aus Malononitril – und Natriumcyanid einfach in 20–26 % Ausbeute erhalten werden.
Unvollständige Extraktion des reinen Diaminomaleonitrils aus dem tief gefärbten Gemisch mit höheren Polymeren und starke Adsorption des Produkts an die zur Reinigung eingesetzte Aktivkohle sind für hohe Ausbeuteverluste bei der Isolierung verantwortlich.
Die Polymerisation von HCN zu DAMN erfolgt auch spontan und stark exotherm vermutlich über das Dimer Iminoacetonitril (HCN)2 (CAS# 1726-32-5) und das trimere Aminomalononitril (HCN)3 (CAS# 5181-05-5) zum Tetramer DAMN und weiter zum schwarzen und in allen Lösungsmitteln unlöslichen HCN-Polymer (HCN)n (CAS# 26746-21-4), auch als Azulminsäure bezeichnet.

## Eigenschaften
Reines Diaminomaleonitril kristallisiert in Prismen, ist farblos und verfärbt sich bei Lagerung dunkelbraun bis schwarz. Es schmilzt unter Zersetzung und gibt dabei Blausäure und Ammoniak ab. Am besten löst es sich in polaren organischen Lösungsmitteln, wie z. B. Acetonitril, Dimethylformamid, Methanol und Ethanol. Es ist wenig kaltem, besser in heißem Wasser löslich, aus dem es zur Reinigung umkristallisiert werden kann. Im Alkalischen ist DAMN instabil und beim Erhitzen polymerisiert es zu einer schwarzen Masse (Azulminsäure).

## Anwendungen

### DAMN als Synthesebaustein für Heterocyclen
Aus Diaminomaleonitril ist eine Vielzahl von substituierten Imidazolen zugänglich, wie z. B. mit Phosgen das 4,5-Dicyanoimidazolin-2-on oder mit Orthoameisensäuretriethylester das 4,5-Dicyanoimidazol.
Unter UV-Bestrahlung wandelt sich 1,2-Diamino-1,2-dicyanoethylen in 5-Aminoimidazol-4-carbonitril AICN um, eine Schlüsselsubstanz für die (präbiotische) Purinsynthese, aus der durch Reaktion mit Cyanwasserstoff die Purinbase Adenin entsteht.
Ein eleganter Weg zur Vorstufe (HPI) des gegen HIV und Hepatitis B wirksamen Virustatikums Tenofovir wurde unlängst berichtet.
Reaktion von DAMN mit Trimethylorthoformiat TMOF in Gegenwart von Trifluoressigsäure TFA erzeugt das Formimidat MADI, das mit (R)-1-Aminopropan-2-ol (durch Decarboxylierung der Aminosäure Threonin) unter Einwirkung von Bariumhydroxid Ba(OH)2 in hoher Ausbeute zu HPI umgesetzt wird.
Aus Diaminomaleinsäuredinitril wird bei Umsetzung mit Thionylchlorid SOCl2 der elektronenarme Aromat 1,2,5-Thiadiazol-3,4-dicarbonitril als Vorstufe für Elektronenakzeptoren mit sehr hohem Elektronendefizit gebildet, die in organischen Solarzellen, Feldeffekttransistoren oder elektrochromen Materialien Verwendung finden könnten.
Derivate des 1,4-Diazins Pyrazin entstehen aus DAMN mit 1,2-Dicarbonylverbindungen, wie z. B. Glyoxal
oder α-Diketonen. Mit 1,3-Diketonen, wie Acetylaceton werden Azepine gebildet.
Intensiv bearbeitet wurden auch Synthesen von biologisch wichtigen Molekülen mit dem Ausgangsstoff DAMN, wie z. B. Pyrimidine, Purine und Pteridine. So liefert die Umsetzung von Diaminomaleonitril mit Guanidin über Orotsäure als Zwischenstufe das Pyrimidinderivat 5-Hydroxyuracil, ein Oxidationsprodukt der Nukleinbase Cytosin.

### DAMN in der chemischen Evolution
Diaminomaleonitril wurde bereits in den 1960er Jahren als Schlüsselsubstanz für die präbiotische Synthese von Nukleinbasen vorgeschlagen. Nach der UV-induzierten Umlagerung zum 5-Aminoimidazol-4-carbonitril AICN kann diese Zwischenstufe mit Dicyan zu Guanin, mit Wasser zur 5-Aminoimidazol-4-carboxamid AICA und weiter mit Blausäure zu Adenin umgesetzt werden.
Frühe Experimente gaben Anlass zu der Vermutung, dass auch einige Aminosäuren, wie z. B. Asparaginsäure, Alanin und Glycin und Peptide daraus ihren präbiotischen Ursprung bei der sauren Hydrolyse von DAMN gehabt haben könnten.
Wegen des ubiquitären Vorkommens von Cyanwasserstoff und seiner Oligomeren im Weltraum wurde die Hypothese aufgestellt, dass die dunklen Masse auf Kometen auf DAMN und höhere Oligomere zurückzuführen sind.